# Węgorzewo (gromada)
Węgorzewo (planowana lecz nie zimplementowana nazwa: Kalskie Nowiny) – dawna gromada, czyli najmniejsza jednostka podziału terytorialnego Polskiej Rzeczypospolitej Ludowej w latach 1954–1972.
Gromady, z gromadzkimi radami narodowymi (GRN) jako organami władzy najniższego stopnia na wsi, funkcjonowały od reformy reorganizującej administrację wiejską przeprowadzonej jesienią 1954 do momentu ich zniesienia z dniem 1 stycznia 1973, tym samym wypierając organizację gminną w latach 1954–1972.
Gromadę Węgorzewo z siedzibą GRN w mieście Węgorzewie (nie wchodzącym w jej skład) utworzono – jako jedną z 8759 gromad na obszarze Polski – w powiecie węgorzewskim w woj. olsztyńskim na mocy uchwały nr 28 WRN w Olsztynie z dnia 4 października 1954. W skład jednostki weszły obszary dotychczasowych gromad Czerwony Dwór, Kal, Kalskie Nowiny, Ogonki i Wysiecza ze zniesionej gminy Węgorzewo w tymże powiecie. Dla gromady ustalono 13 członków gromadzkiej rady narodowej. Gromada powstała w miejsce planowanej gromady Kalskie Nowiny z siedzibą w Kalskich Nowinach.
1 stycznia 1958 do gromady Węgorzewo włączono obszar zniesionej gromady Trygort, wsie Stulichy, Jakunowo i Wilkowo ze zniesionej gromady Wilkowo, a także wieś Stręgiel oraz PGR Matyski ze zniesionej gromady Krzywińskie – w tymże powiecie.
Gromada przetrwała do końca 1972 roku, czyli do kolejnej reformy gminnej. 1 stycznia 1973 w powiecie węgorzewskim reaktywowano gminę Węgorzewo (w latach 1999-2001 gmina znajdowała się w powiecie giżyckim).